# فريدريك سيلوس
كان فريدريك كورتني سيلوس (بالإنجليزية: Frederick Courteney Selous)‏ (31 ديسمبر 1851-4 يناير1917) مستكشفًا بريطانيًا وضابطًا وصيادًا محترفًا ومحافظًا على البيئة، اشتهر بمآثره في جنوب شرق إفريقيا. ألهمت مغامراته الواقعية هنري رايدر هاغارد لخلق شخصية آلان كواترماين الخيالية. كان سيلوس أيضًا صديقًا لثيودور روزفلت، وسيسيل رودس، وفريدريك راسل بورنهام. كان عضوًا بارزًا ضمن مجموعة مختارة من صيادي الطرائد الكبيرة من بينهم أبيل تشابمان، وآرثر هنري نيومان، والأخ الأكبر لعالم الطيور والكاتب إدموند سيلوس.

## الاستكشاف الأفريقي
ذهب فريدريك إلى جنوب إفريقيا عندما كان في التاسعة عشرة من عمره، وسافر من رأس الرجاء الصالح إلى ماتابيليلاند، التي وصل إليها في أوائل عام 1872، وحصل (بحسب روايته الخاصّة) على إذن من لوبنغولا ملك نديبيلي، لإطلاق النار في أي مكان تحت سيطرته.
منذ ذلك الحين وحتى عام 1890، طارد سيلوس واستكشف المناطق غير المعروفة شمال ترانسفال وجنوب حوض الكونغو (قضى فترات قصيرة في إنجلترا)، واصطاد الأفيال الأفريقية وجمع عينات من جميع الأنواع للمتاحف والمجموعات الخاصة. أضافت رحلاته معلومات مهمّة حول الدولة المعروفة الآن باسم زيمبابوي. أجرى سيلوس تحقيقات إثنولوجية قيمة، وحافظ خلال تجواله (غالبًا بين أشخاص لم يسبق لهم رؤية رجل أبيض) على علاقات ودية مع الزعماء والقبائل، وكسب ثقتهم واحترامهم، ولا سيما من قبل لوبنغولا.
في عام 1890، خدم سيلوس في شركة جنوب إفريقيا البريطانية، بناءً على طلب سيسيل رودس، إذ عمل كدليل للبعثة الاستكشافية الرائدة إلى ماشونالاند. أُسّس أكثر من 400 ميل من الطرق عبر بلد من الغابات والجبل والمستنقعات، وأتمّ مهمّته بأمان في غضون شهرين ونصف. ثم ذهب شرقًا إلى مانيكا، وأبرم الاتّفاقات التي جعلت البلاد هناك تحت السيطرة البريطانية. وصل إلى إنجلترا في ديسمبر 1892، وحصل على وسام مؤسس الجمعية الجغرافية الملكية تقديراً لاستكشافاته واستطلاعاته الشاملة، التي قدّم ملخصًا عنها في مقال صحفي بعنوان «عشرون عامًا في زامبيزيا».

## الوفاة والإرث
في  4 يناير 1917، كان سيلوس يقاتل في حرب الأدغال على ضفاف نهر روفيجي ضد الاستعمار الألماني، إذ بلغت أعداد الألمان خمسة أضعاف أعداد الأمريكان. في ذلك الصباح، وبينما كان سيلوس يتسلل إلى الأمام أثناء اشتباك صغير، ورفع رأسه ومنظاره لتحديد موقع العدو، أُصيب في رأسه برصاص قناص ألماني وقُتل على الفور.

كتب الرئيس الأمريكي ثيودور روزفلت (صديق سيلوس المقرب) فور تلقّيه خبر وفاته:
«لقد عاش سيلوس حياة رائعة مليئة بالمغامرة، بتبادل متناغم بين حياة الأدغال والحضارة. ساعد في نشر حدود أرض شعبه. أضاف الكثير إلى مجموع المعرفة الإنسانية. لقد أنهى حياته تمامًا كما يجب إنهاء حياة كهذه، بالموت في معركة من أجل بلده بينما كان يقدم خدماته الباسلة. من يتمنى حياة أفضل أو موتاً أفضل! أو يرغب في ترك إرث أكثر شرفًا لأسرته وأمته!»
دُفِن سيلوس تحت شجرة تمر هندي بالقرب من مكان وفاته، في شوكاوالي على نهر روفيجي، في محمية سيلوس جايم اليوم في تنزانيا، في قبر متواضع مسطح من الحجر مع لوحة برونزية بسيطة. بعد عام بالضبط في  4 يناير 1918، قُتل ابنه الكابتن فريدريك هاثرلي بروس إم سي، الذي كان طيارًا في سلاح الطيران الملكي، في رحلة فوق طريق مينين في بلجيكا.

## روابط خارجية
- فريدريك سيلوس على موقع الموسوعة البريطانية (الإنجليزية)